# Oncideres
Oncideres är ett släkte av skalbaggar. Oncideres ingår i familjen långhorningar.

## Dottertaxa tillOncideres, i alfabetisk ordning[1]
- Oncideres albipilosa
- Oncideres albistillata
- Oncideres albomaculata
- Oncideres albopicta
- Oncideres alicei
- Oncideres amo
- Oncideres amputator
- Oncideres angaturama
- Oncideres apiaba
- Oncideres apicalis
- Oncideres aragua
- Oncideres argentata
- Oncideres bella
- Oncideres boliviana
- Oncideres bondari
- Oncideres bouchardii
- Oncideres bucki
- Oncideres canidia
- Oncideres captiosa
- Oncideres castanea
- Oncideres cephalotes
- Oncideres cervina
- Oncideres chagasi
- Oncideres chevrolatii
- Oncideres colombiana
- Oncideres crassicornis
- Oncideres cumdisci
- Oncideres dalmanii
- Oncideres dejeanii
- Oncideres diana
- Oncideres digna
- Oncideres diringsi
- Oncideres dorsomaculata
- Oncideres etiolata
- Oncideres fabricii
- Oncideres fisheri
- Oncideres fulva
- Oncideres fulvoguttata
- Oncideres fulvostillata
- Oncideres gemmata
- Oncideres germarii
- Oncideres gibbosa
- Oncideres glebulenta
- Oncideres guttulata
- Oncideres gutturator
- Oncideres hoffmanni
- Oncideres humeralis
- Oncideres ilaire
- Oncideres impluviata
- Oncideres intermedia
- Oncideres irrorata
- Oncideres jatai
- Oncideres laceyi
- Oncideres limpida
- Oncideres lyside
- Oncideres macra
- Oncideres maculosa
- Oncideres magnifica
- Oncideres malleri
- Oncideres manauara
- Oncideres maxima
- Oncideres miliaris
- Oncideres miniata
- Oncideres minuta
- Oncideres mirim
- Oncideres modesta
- Oncideres multicincta
- Oncideres nicea
- Oncideres nipheta
- Oncideres nivea
- Oncideres ocellaris
- Oncideres ochreostillata
- Oncideres ocularis
- Oncideres ophthalmalis
- Oncideres pallifasciata
- Oncideres paurosoma
- Oncideres pectoralis
- Oncideres pepotinga
- Oncideres phaetusa
- Oncideres philosipes
- Oncideres pittieri
- Oncideres poecila
- Oncideres poeta
- Oncideres polychroma
- Oncideres pretiosa
- Oncideres pulchella
- Oncideres punctata
- Oncideres pustulata
- Oncideres pyrrothrix
- Oncideres quercus
- Oncideres repandator
- Oncideres rhodosticta
- Oncideres rubra
- Oncideres saga
- Oncideres satyra
- Oncideres schreiteri
- Oncideres scitula
- Oncideres seabrai
- Oncideres senilis
- Oncideres sobrina
- Oncideres stillata
- Oncideres travassosi
- Oncideres tuberculata
- Oncideres tuberosa
- Oncideres ulcerosa
- Oncideres wappesi
- Oncideres vicina
- Oncideres vitiliga
- Oncideres voetii